# Thyreus batelkai
Thyreus batelkai är en biart som först beskrevs av Jakup Straka och Michael S. Engel 2012. Den ingår i släktet Thyreus och familjen långtungebin. Arten finns endast på Kap Verde-öarna.

## Beskrivning
Arten är mycket lik den nära släktingen Thyreus denolii och är som den övervägande svart utom på mundelarna, fötterna, främre delen av sjunde tergiten hos hanen samt främre delen av sterniterna, som är mörkbruna. Arten har dessutom vita hårfläckar på tergiternas sidor. Vingarna är lätt rökfärgade med mörkbruna till svarta ribbor. Behåringen är svart till gråbrun över större delen av kroppen, utom på delar av ansiktet, benen och mellankroppen, som har fjäderliknande, vit behåring. Kroppslängden är 8 till 13,7 mm hos hanen, 7,5 till 13,6 cm hos honan.
Arten är mycket lik de övriga Thyreus-arterna. Hanen kan emellertid skiljas från övriga arter genom att de vita markeringarna på sidorna av tergit 6 är mycket små.

## Utbredning
Arten är endemisk för Kap Verde-öarna, och förekommer där på Santo Antão och São Vicente.

## Ekologi
Thyreus batelkai är en boparasit, honan lägger sina ägg i bon av solitära bin ur släktet Amegilla där larven lever på det insamlade matförrådet efter det att värdägget eller -larven dödats. På Kap Verde-öarna finns ytterligare tre arter från samma släkte, Thyreus denolii, Thyreus schwarzi och Thyreus aistleitneri. Även dessa är boparasiter, med samma värdarter som Thyreus batelkai.

## Etymologi
Arten är uppkallad efter Jan  Batelka, en entomolog som i synnerhet studerar skalbaggar och är en vän till auktorerna.